# Ткачёв, Андрей Яковлевич
Андрей Яковлевич Ткачёв (17 октября 1890, станица Баталпашинская — после 1925) — кубанский казак. Участник Первой мировой войны, кавалер пяти Георгиевских крестов — полный кавалер этой награды, прапорщик (1917). После Октябрьской революции участвовал в Белом движении, где был произведён в есаулы. В эмиграции жил в Югославии.

## Биография
Андрей Ткачёв родился 17 октября 1890 года в станице Баталпашинская Кубанской области в казачьей семье.
Принимал участие в боях Первой мировой войны. Служа в чине старшего урядника в 1-й Кубанской пластунской бригаде, сумел отличиться во время боев с 12 по 22 декабря 1914 года под Сарыкамышем, за что был удостоен Георгиевского креста IV степени. 17 апреля 1915 года во время Высочайшего смотра нижних чинов 5-го Кавказского армейского корпуса в Севастополе, Император Всероссийский Николай II лично наградил старшего урядника 6-го Кубанского пластунского Его Величества батальона Андрея Ткачёва Георгиевским крестом III степени. 18 мая 1915 года, во время одного из боёв, Андрей Яковлевич получил ранение, но, после перевязки ран, возвратился в строй и продолжал сражаться вплоть до окончания боя, за что был удостоен Георгиевского креста II степени.
Служа в том же чине и том же батальоне, приказом № 55 по войскам 3-го кавалерийского корпуса от 18 июля, «за отличия, оказанные в делах против неприятеля» Андрей Ткачёв был удостоен Георгиевского креста I степени (№ 2231). Во время одной из ночных разведок близ села Топороуц, урядник Ткачёв сумел подобраться к проволочному заграждению противника, и обнаружить, что вражеская линия обороны является не сплошной, а имеет прорыв, за что был повторно награждён I степенью Георгиевского креста.
5 августа 1916 года «за отличия в боях» Андрей Ткачёв был направлен в Екатиринодарскую школу прапорщиков, по окончании которой, в 1917 году был произведён в офицерский чин прапорщика. После Октябрьской революции присоединился к Белому движению. Служил в Вооруженных силах Юга России, а затем в Русской армии Врангеля, получил есаульский чин. Был эвакуирован на остров Лемнос.
Находясь в эмиграции, жил в Югославии. По состоянию на 1925 год Ткачёв состоял в 1-м Сводно-Кубанском полку.

## Награды
Андрей Яковлевич был удостоен пяти Георгиевских крестов — дважды I (№ 2231 и № 3439), II (№ 2251), III (№ 16860) и IV (№ 152300) степени.

## Комментарии
1. ↑  В источнике год Приказа не указан.